# Aureliano Rucker
Aureliano Rucker war ein uruguayischer Politiker.
Rucker saß in der 10. Legislaturperiode als stellvertretender Abgeordneter für das Departamento Paysandú vom 23. August 1869 bis zum 14. Februar 1873 in der Cámara de Representantes.